# Ламбух
Ламбух е село в Южна България. То се намира в община Ивайловград, област Хасково.

## География
Село Ламбух е разположено на брега на река Арда.

## История
В село Ламбух е имало голям манастир,
който е основан преди около 800 години
и историята му не е добре проучена.